# 吉富朝次郎
吉富 朝次郎（よしとみ あさじろう、1868年3月10日（慶応4年2月17日） - 1941年（昭和16年）8月4日）は、日本の洋画家である。岡山県における美術教育に尽力した。

## 略歴
良吉・飛佐の次男として、備中国（現・岡山県総社市田町）で生まれた。吉富家は昔「小寺屋」と称し、酒造業や刻み煙草商を営んでいたが、農業にも従事していた。総社市西宮本町の堀和平が神戸に行って外人から油絵の技法を習得して帰り、自宅のアトリエでさかんに製作しているのを見よう見まねで自分も画くようになった。この頃、総社市門田の満谷国四郎は、堀和平と甥・叔父の間柄であったので、しばしば遊びに来て、6歳年上の朝次郎に兄事していた。その後、朝次郎が一時浅尾小学校（現総社市門田）で代用教員を務めた頃、国四郎は彼の教え子であった。また、下道郡新本村（現総社市新本）出身の稲葉春生も教え子である。
1885年（明治18年）に京都府画学校洋画家へ入学し、1890年（明治23年）京都市画学校専門画科（府から市へ移管）を卒業した。大垣中学校・岐阜県師範学校で教鞭をとった後、1907年（明治40年）に、帰県して岡山県男子師範学校へ務め、美術教育に力を尽くした。当時、山本鼎が自由画を提唱したのに対して、朝次郎は写生画による指導を主張した。
1925年（大正14年）8月25日、岡山市番町へ分家、1931年（昭和6年）に師範学校を退職したが、中年からは「観石」と号し、南画や仏画にも取り組んだ。しかし遺作の大半を岡山空襲で焼失した。1908年（明治41年）作の「牛のいる川原の風景」（総社市立図書館蔵）や横長の板に描いた「読書」等はいずれも写生を主体とした詩情あふれる作品で、構図・賦彩などに時代の好尚がよくあらわれている。1941年（昭和16年）8月4日没。享年74。

## 兄・六橋
吉富 六橋（よしとみ ろっきょう、1863年9月27日（文久3年8月15日） - 1931年（昭和6年）6月2日）は、良吉・飛佐の長男として、備中国（現・岡山県総社市田町）で生まれた。本名七郎。吉富朝次郎の兄である。池上蔵六（達治）に彫刻・漆芸を学び、1929年（昭和4年）の御大典の際、その作品を宮中へ献上するほどの才を示した。中島嘉一（三橋）と親交し、「佳友会」の一員として文化の振興につくした。

## 作品
- 「牛のいる川原の風景」
- 「読書」
- 「狩猟」
- 「岐阜長の堀」